# Estrató d'Arados
Estrató (en llatí Straton, en grec antic Στράτων) fill de Gerostrat, fou un príncep d'Arados a Fenícia.
El seu pare Gerostrat estava absent (amb la flota persa) quan va arribar a la ciutat Alexandre el Gran i després de la batalla d'Issos, Estrató va sortir a l'encontre del rei macedoni i li va oferir una corona d'or i la submissió d'Arados i de les ciutats que en depenien, segons diu Flavi Arrià a l'Anàbasi d'Alexandre el Gran.